# Intermeco
Intermeco (Intermezzo) é o hino nacional da Bósnia e Herzegovina. É um dos 3 hinos nacionais (juntamente com o da Espanha e San Marino) no mundo a não ter letra oficial. Foi adotado a 25 de junho de 1999, substituindo o antigo hino Jedna si jedina que era acusado de excluir as comunidades Sérvias e Croatas.

## Letra proposta
A letra foi escrita por Dušan Šestić, o compositor da música, e Benjamin Isović, porém, não é oficial.